# Formula atomica
Nella logica matematica, una formula atomica (nota anche come  formula prima) è una formula priva di una struttura proposizionale più profonda, cioè una formula che non contiene connettivi logici o equivalentemente una formula che non ha sottoinsiemi di formule rigorose. Le formule atomiche sono quindi le formule più semplici della logica. Le formule composte si formano combinando le formule atomiche mediante i connettivi logici.
La forma esatta delle formule atomiche varia in funzione della logica in esame; ad esempio, per la logica proposizionale una variabile proposizionale è spesso indicata più brevemente come una "formula atomica"; tuttavia, più precisamente, una variabile proposizionale non è una formula atomica, quanto piuttosto un'espressione formale che la denota. Per la logica dei predicati, gli atomi sono simboli che sono predicati unitamente ai propri argomenti, laddove ogni argomento è un termine . Nella teoria dei modelli, le formule atomiche sono semplicemente stringhe di simboli con una data segnatura, che possono essere o meno soddisfacenti  rispetto a un dato modello.

## Formula atomica nella logica del primo ordine
I termini e le proposizioni ben formati della logica del primo ordine hanno la seguente sintassi:
Termini algebrici:
- {\displaystyle t\equiv c\mid x\mid f(t_{1},\dotsc ,t_{n})},

vale a dire che un termine è definito ricorsivamente come un costante c (o un oggetto avente nome derivato dal dominio del discorso), ocome una variabile x (che spazia sugli oggetti del dominio del discorso), o una funzione n-aria f i cui argomenti sono i tk. Le funzioni associano tuple di oggetti a altri oggetti.
Proposizioni:
- {\displaystyle A,B,...\equiv P(t_{1},\dotsc ,t_{n})\mid A\wedge B\mid \top \mid A\vee B\mid \bot \mid A\supset B\mid \forall x.\ A\mid \exists x.\ A},

cioè, una proposizione è definita ricorsivamente come un predicato n-ario P i cui argomenti sono i tk, o come un'espressione composta da connettivi logici (AND, OR) e quantificatori) (per ogni; esiste) combinati con altre proposizioni.
Una formula atomica o un atomo è semplicemente un predicato applicato a una tupla di termini; cioè, una formula atomica è una formula della forma P (t1 ,…, tn) per il predicato P e i termini tn.
Tutte le altre formule ben formate si ottengono componendo atomi con connettivi logici e quantificatori.
Ad esempio, la formula ∀x. P (x) ∧ ∃y. Q (y, f (x)) ∨ ∃z. R (z) contiene gli atomi seguenti:
- {\displaystyle P(x)}
- {\displaystyle Q(y,f(x))}
- {\displaystyle R(z)}